# Владимир Глотов
Владимир Глотов (на руски: Владимир Глотов) е съветски футболист.

## Кариера
В края на 1950-те години отбива военната си служба в Москва и играе за отбора на един от областните съвети, където е забелязан от треньора на Динамо Москва Михаил Якушин. От 1959 г. той играе за резервния им отбор, а от 1960 г. за основния отбор. За седем сезона, той изиграва 146 мача и вкарва 2 гола в топ лигата. След като се оттегля от Динамо, играе за Динамо от Люберци.
Глотов дебютира за националния отбор на СССР на 1 декември 1963 г. в мач срещу Мароко. Има 5 мача, включително 2 мача на Европейското първенство през 1964 г. За олимпийския отбор изиграва 2 мача.
Според непотвърдени данни, Глотов е убит през 1981 г. в затвора.

## Отличия

### Отборни
Динамо Москва
- Съветска Висша лига: 1963